# Angra dos Reis
Angra dos Reis város Brazíliában, Rio de Janeiro államban. Lakosainak száma 167 434 fő (2022). Angra dos Reis Cunha, Mangaratiba, Bananal, Paraty, Rio Claro, Rio de Janeiro és São José do Barreiro településekkel határos.

## Népesség
A település népességének változása:
| Lakosok száma | 119 247 | 169 511 | 188 276 | 207 044 | 210 171 | 167 434 |
|               | 2000    | 2010    | 2015    | 2020    | 2021    | 2022    |